# Aechmea marginalis
Aechmea marginalis är en gräsväxtart som beskrevs av Elton Martinez Carvalho Leme och José A. Siqueira Filho. Aechmea marginalis ingår i släktet Aechmea och familjen Bromeliaceae. Inga underarter finns listade i Catalogue of Life.